# Südkoreanische Basketballnationalmannschaft
Die südkoreanische Basketballnationalmannschaft repräsentiert Südkorea bei Basketball-Länderspielen der Herren. Sie zählt zu den stärksten Nationalteams Asiens. Die Mannschaft ist zweimaliger Asienmeister 1967 und 1997.

## Geschichte
Die Basketballnationalmannschaft Südkoreas nahm bereits an den Olympischen Spielen 1948 teil. Sie belegte den 8. Platz und wurde dabei beste asiatische Mannschaft. Auf dem eigenen Kontinent ist Südkorea die einzige Basketballnationalmannschaft, die an allen 27 Asienmeisterschaften teilgenommen hat. Dabei erreichte das Team bis auf drei Ausnahmen immer die Medaillenränge. Auch bei den Asienspielen gehört Südkorea regelmäßig zum Kreis der Favoriten. Auf der Weltbühne gelang es den Südkoreanern neben dem achten Platz bei der Olympiade 1948 als Achtungserfolge ein 11. Platz bei den Weltmeisterschaften 1970 und ein neunter Platz bei den Olympischen Spielen 1988.

### Erfolge
Die größten Erfolge Südkoreas sind die Gewinne der Goldmedaille bei den Basketball-Asienmeisterschaften 1969 in Bangkok sowie 1997 in Riad. Weitere bedeutende Turniersiege gelangen den Südkoreanern bei den Asienspielen der Jahre 1970 in Bangkok, 1982 in Neu-Delhi und 2002 in Busan.

## Abschneiden bei internationalen Wettbewerben

### Olympische Spiele
| - 1948 – 8. Platz - 1956 – 14. Platz - 1964 – 16. Platz - 1968 – 14. Platz - 1988 – 9. Platz - 1996 – 12. Platz |

### Weltmeisterschaften
| - 1970 – 11. Platz - 1978 – 13. Platz - 1986 – 13. Platz - 1990 – 15. Platz | - 1994 – 13. Platz - 1998 – 16. Platz - 2014 – 23. Platz - 2019 – 26. Platz |

### Asienmeisterschaften
| - 1960 – 4. Platz - 1963 – Bronzemedaille - 1965 – Bronzemedaille - 1967 – Silbermedaille - 1969 – Goldmedaille - 1971 – Bronzemedaille - 1973 – Silbermedaille - 1975 – Bronzemedaille - 1977 – Silbermedaille - 1979 – Bronzemedaille | - 1981 – Silbermedaille - 1983 – Bronzemedaille - 1986 – Silbermedaille - 1987 – Silbermedaille - 1989 – Silbermedaille - 1991 – Silbermedaille - 1993 – Bronzemedaille - 1995 – Silbermedaille - 1997 – Goldmedaille - 1999 – Silbermedaille | - 2001 – Bronzemedaille - 2003 – Silbermedaille - 2005 – 4. Platz - 2007 – Bronzemedaille - 2009 – 7. Platz - 2011 – Bronzemedaille - 2013 – Bronzemedaille - 2015 – 6. Platz - 2017 – Bronzemedaille |

### Basketballwettbewerb bei den Asienspielen
| - 1954 – 4. Platz - 1958 – 4. Platz - 1962 – Bronzemedaille - 1966 – Bronzemedaille - 1970 – Goldmedaille - 1974 – Silbermedaille - 1978 – Silbermedaille - 1982 – Goldmedaille - 1986 – Silbermedaille - 1990 – Bronzemedaille | - 1994 – Silbermedaille - 1998 – Silbermedaille - 2002 – Goldmedaille - 2006 – 5. Platz - 2010 – Silbermedaille - 2014 – Goldmedaille |

## Kader
| Spieler | Spieler        | Spieler           | Spieler | Spieler | Spieler  | Spieler              |
| Nr.     | Name           | Geburt            | Größe   | Info    | Einsätze | Verein               |
| ------- | -------------- | ----------------- | ------- | ------- | -------- | -------------------- |
|         |                | Guards (PG, SG)   |         |         |          |                      |
| 5       | Park Chan-hee  | 17.04.1987        | 190     |         |          | Anyang Korea Ginseng |
| 6       | Yang Dong-geun | 14.09.1981        | 181     | (C)     |          | Ulsan Mobis Phoebus  |
| 7       | Kim Tae-sul    | 13.08.1984        | 180     |         |          | Jeonju KCC Egis      |
| 9       | Kim Sun-hyung  | 01.07.1988        | 187     |         |          | Seoul SK Knights     |
| 10      | Cho Sung-min   | 23.12.1983        | 189     |         |          | Busan KT Sonicboom   |
|         |                | Forwards (SF, PF) |         |         |          |                      |
| 4       | Moon Tae-jong  | 01.12.1975        | 198     |         |          | Changwon LG Sakers   |
| 11      | Yang Hee-jong  | 11.05.1984        | 194     |         |          | Anyang Korea Ginseng |
| 13      | Heo Il-young   | 05.08.1985        | 195     |         |          | Anyang Korea Ginseng |
| 14      | Oh Se-keun     | 20.05.1987        | 200     |         |          | Sangmu               |
|         |                | Center (C)        |         |         |          |                      |
| 8       | Lee Jong-hyun  | 05.02.1994        | 206     |         |          | Korea University     |
| 12      | Kim Joo-sung   | 09.11.1979        | 205     |         |          | Wonju Dongbu Promy   |
| 15      | Kim Jong-kyu   | 03.07.1991        | 198     |         |          | Changwon LG Sakers   |

| Trainer   | Trainer       | Trainer          |
| Nat.      | Name          | Position         |
| --------- | ------------- | ---------------- |
| Korea Sud | Yoo Jae-hak   | Cheftrainer      |
| Korea Sud | Lee Hunjae    | Trainerassistent |
| Korea Sud | Lee Sang-beom | Trainerassistent |

| Legende               | Legende            |
| Abk.                  | Bedeutung          |
| --------------------- | ------------------ |
| (C)                   | Mannschaftskapitän |
| Quellen               |                    |
| Ligahomepage          |                    |
| Stand: September 2014 |                    |

| Legende               | Legende            |
| Abk.                  | Bedeutung          |
| --------------------- | ------------------ |
| (C)                   | Mannschaftskapitän |
| Quellen               |                    |
| Ligahomepage          |                    |
| Stand: September 2014 |                    |